# Villers-Allerand
Villers-Allerand és un municipi francès, situat al departament del Marne i a la regió del Gran Est. L'any 2007 tenia 828 habitants.

## Demografia

### Població
El 2007 la població de fet de Villers-Allerand era de 828 persones. Hi havia 268 famílies, de les quals 53 eren unipersonals (16 homes vivint sols i 37 dones vivint soles), 81 parelles sense fills, 114 parelles amb fills i 20 famílies monoparentals amb fills.
La població ha evolucionat segons el següent gràfic:
Habitants censats

### Habitatges
El 2007 hi havia 289 habitatges, 272 eren l'habitatge principal de la família, 8 eren segones residències i 8 estaven desocupats. 277 eren cases i 10 eren apartaments. Dels 272 habitatges principals, 233 estaven ocupats pels seus propietaris, 24 estaven llogats i ocupats pels llogaters i 14 estaven cedits a títol gratuït; 5 tenien dues cambres, 20 en tenien tres, 38 en tenien quatre i 209 en tenien cinc o més. 218 habitatges disposaven pel capbaix d'una plaça de pàrquing. A 106 habitatges hi havia un automòbil i a 148 n'hi havia dos o més.

### Piràmide de població
La piràmide de població per edats i sexe el 2009 era:
| Homes | Edats   | Dones |
| ----- | ------- | ----- |
| 0     | 95 o +  | 8     |
| 4     | 90 a 94 | 24    |
| 8     | 85 a 89 | 20    |
| 4     | 80 a 84 | 16    |
| 8     | 75 a 79 | 16    |
| 16    | 70 a 74 | 32    |
| 12    | 65 a 69 | 20    |
| 4     | 60 a 64 | 16    |
| 16    | 55 a 59 | 12    |
| 36    | 50 a 54 | 32    |
| 32    | 45 a 49 | 36    |
| 24    | 40 a 44 | 36    |
| 44    | 35 a 39 | 32    |
| 24    | 30 a 34 | 20    |
| 16    | 25 a 29 | 8     |
| 12    | 20 a 24 | 20    |
| 36    | 15 a 19 | 32    |
| 16    | 10 a 14 | 20    |
| 16    | 5 a 9   | 24    |
| 8     | 0 a 4   | 24    |

## Economia
El 2007 la població en edat de treballar era de 473 persones, 349 eren actives i 124 eren inactives. De les 349 persones actives 335 estaven ocupades (189 homes i 146 dones) i 14 estaven aturades (7 homes i 7 dones). De les 124 persones inactives 30 estaven jubilades, 53 estaven estudiant i 41 estaven classificades com a «altres inactius».

### Ingressos
El 2009 a Villers-Allerand hi havia 275 unitats fiscals que integraven 737 persones, la mediana anual d'ingressos fiscals per persona era de 28.740 €.

### Activitats econòmiques
Dels 48 establiments que hi havia el 2007, 5 eren d'empreses alimentàries, 4 d'empreses de construcció, 8 d'empreses de comerç i reparació d'automòbils, 1 d'una empresa de transport, 2 d'empreses d'hostatgeria i restauració, 1 d'una empresa d'informació i comunicació, 2 d'empreses financeres, 17 d'empreses immobiliàries, 1 d'una empresa de serveis, 6 d'entitats de l'administració pública i 1 d'una empresa classificada com a «altres activitats de serveis».
Dels 6 establiments de servei als particulars que hi havia el 2009, 1 era un paleta, 2 guixaires pintors, 1 perruqueria i 2 restaurants.
Dels 2 establiments comercials que hi havia el 2009, 1 era una botiga de menys de 120 m² i 1 una fleca.
L'any 2000 a Villers-Allerand hi havia 42 explotacions agrícoles que ocupaven un total de 252 hectàrees.

## Equipaments sanitaris i escolars
El 2009 hi havia una escola elemental integrada dins d'un grup escolar amb les comunes properes formant una escola dispersa.

## Poblacions més properes
El següent diagrama mostra les poblacions més properes.